# Осинская, Марина Львовна
Мари́на Льво́вна Оси́нская ― советская российская артистка цирка, эквилибристка, Народная артистка Российской Федерации (2002), дочь эквилибриста, Заслуженного артиста РСФСР Льва Александровича Осинского.

## Биография
Родилась 3 апреля 1956 года в Москве в семье артиста цирка, эквилибриста, Заслуженного артиста РСФСР Льва Александровича Осинского, выступавшего на арене без одной руки.
Журналист Наталья Румянцева так написала о начале творческого пути Осинской:

О ней, конечно, легко написать биографический очерк. Очерк о том, что она могла и не стать артисткой, потому что примерно училась в школе и собиралась в вуз. Но в какой-то момент сработали законы «цирковой наследственности», и она решила идти в цирк, хотя давно уже вышла из возраста гуттаперчевого мальчика, удобного для начала занятий, и пришлось очень энергично наверстывать то, что раньше она не считала для себя упущенным. Она дочь артистов. Отец её — тот самый знаменитый Лев Осинский, о котором писали книги и снимали фильмы, мать — Валерия Волокова, у которой до недавних пор был прелестный номер на проволоке: танцы с трансформацией костюмов, трюками на пуантах и т. д. А репетировать во Всесоюзной дирекции Союзгосцирка свой сольный номер на канато Марина начала под руководством того самого Владимира Волжанского, имя которого можно и нс комментировать.— 
После завершения учёбы в средней школе в 1974 году пошла работать в цирк, была солисткой на канате. Режиссёром её номера был Волжанский, он же сконструировал аппаратуру каната, который трансформировался из наклонного в горизонтальную плоскость, свободно висящий и вновь — наклонный.
Затем поступила на отделение режиссуры цирка ГИТИС, которое окончила в 1991 году. Профессиональную выучку получила у матери.
Марина Осинская первая из отечественных артисток цирка работала без лонжи и сетки на высоте 9 метров. В 1989 году артистка подготовила новую редакцию номера ― «Преодоление».

## Награды
- Народная артистка Российской Федерации (15 апреля 2002 года) — за большие заслуги в области искусства[4].
- Заслуженная артистка Российской Федерации (29 августа 1994 года) — за заслуги в области циркового искусства[5].
- Благодарность Министра культуры и массовых коммуникаций Российской Федерации (15 марта 2006 года) — за добросовестный плодотворный труд, личный вклад в развитие отечественного циркового искусства[6].
- Стала лауреатом Всесоюзного конкурса циркового искусства в 1977 году и Международного конкурса в Будапеште в 2000 году.